# Bambusicola thoracicus
Bambusicola thoracicus (лат.) — вид птиц из семейства фазановых. Относится к отряду курообразных. Подвидов не выделяют.

## Таксономия
Считался конспецифичным Bambusicola sonorivox, но последние генетические данные подтвердили обоснованность их разделения.

## Описание
Длина тела 30-32 см. Вес самца 242—297 г, самки 200—342 г. Самец и самка в целом похожи. Характерный рисунок на голове, включающий коричневую макушку и затылок с красноватыми кончиками перьев, голубовато-серым лбом, ржаво-рыжеватым горлом, боковыми сторонами и передней частью шеи. Большая часть нижней части тела коричневая, с крупными чёрными или каштаново-чёрными сердцевидными пятнами, но при этом птица имеет голубовато-серую грудку, окаймленную снизу узкой ржаво-рыжей полосой. Верхняя часть тела в основном оливково-коричневая, с ярко-чёрными и каштановыми пятнами, с более мелкими белыми пятнами на спине, лопатках и крыльях, становится коричневой на спине до надкрылий (с небольшими чёрными пятнами) и рыжеватой на хвосте, с полосами коричневого и тёмно-коричневого цвета. От B. sonorivox отличаются в основном более обширной зоной распространения рыжего цветом на голове, менее тёмным верхом с большим количеством белых пятен, более светлым низом с менее обширными, более мелкими чёрными (не каштановыми) отметинами. Клюв серый с черноватым кончиком, радужная оболочка тёмно-коричневая, а ноги серовато-оливковые. Молодые особи менее ярко-рыжие, с коричневатой головой и охристой надбровной дугой, они имеют охристые прожилки; тёмные пятна на пояснице, крупе и надхвостье.

## Распространение
Обитают в южной части Китая. Интродуцированы в Японию, на Гавайи и в Аргентину.

## Биология
Питаются семенами (включая орехи), побегами, листьями и беспозвоночными.
В кладке 3-7 яиц, которые насиживает только самка.

## Охранный статус
МСОП присвоил виду охранный статус LC.